# Обручение Девы Марии (картина Рафаэля)
«Обручение Девы Марии» (итал. Lo sposalizio della Vergine) — картина Рафаэля 1504 года из миланской Пинакотеки Брера. Картина (подписанная и датированная: RAPHAEL URBINAS MDIIII) была приобретена семьей Албиццини (Albizzini) для капеллы св. Иосифа в церкви Св. Франциска города Читта-ди-Кастелло (Città di Castello) в Умбрии. В 1798 она попала в руки наполеоновского генерала Жозефа Леки, который продал её миланскому арт-дилеру Саннаццари (Sannazzari). В 1804 году тот завещал картину центральному госпиталю Милана. Но уже в 1806 году она была приобретена для Музея Академии изящных искусств Брера Евгением Богарне.
Картина относится к раннему периоду творчества художника, когда он ещё был связан с мастерской Пьетро Перуджино. Работы последнего, в частности, его фреска Передача ключей св. Петру в Сикстинской капелле Ватикана (1481—1482) и Обручение Марии из Музея изящных искусств г. Кан, датируемая ок. 1500—1504 гг., несомненно, оказали значительное влияние и на иконографию картины Рафаэля, и на её общее композиционное решение.
На переднем плане изображена группа участников свадебной церемонии: в центре, на одной оси с Храмом, — священник, держащий за руки Марию и Иосифа, который протягивает ей обручальное кольцо. В левой руке Иосифа — расцветший посох, что, по преданию, и явилось знаком его избранности, посланным свыше: рядом с Иосифом один из отвергнутых женихов в гневе ломает свой посох. Любопытно, что, согласно раннехристианскому преданию (зафиксированному, например, в апокрифе «Первоевангелие Иакова Младшего» (гл. IX)) избрание Иосифа среди других претендентов совершается по другому чудесному знамению: из его посоха вылетела голубка и села ему на голову. Рафаэль же, как и Перуджино, использует свидетельство святого Иеронима, который в свою очередь основывался на библейской истории о расцветшем миндалевым деревом жезле Аарона (Чис. 17, 8). Из близости слов virga — «палочка» и virgo — «девственница» в средние века за миндалем закрепилось значение девственной чистоты, а само дерево стало одним из атрибутов Богоматери.

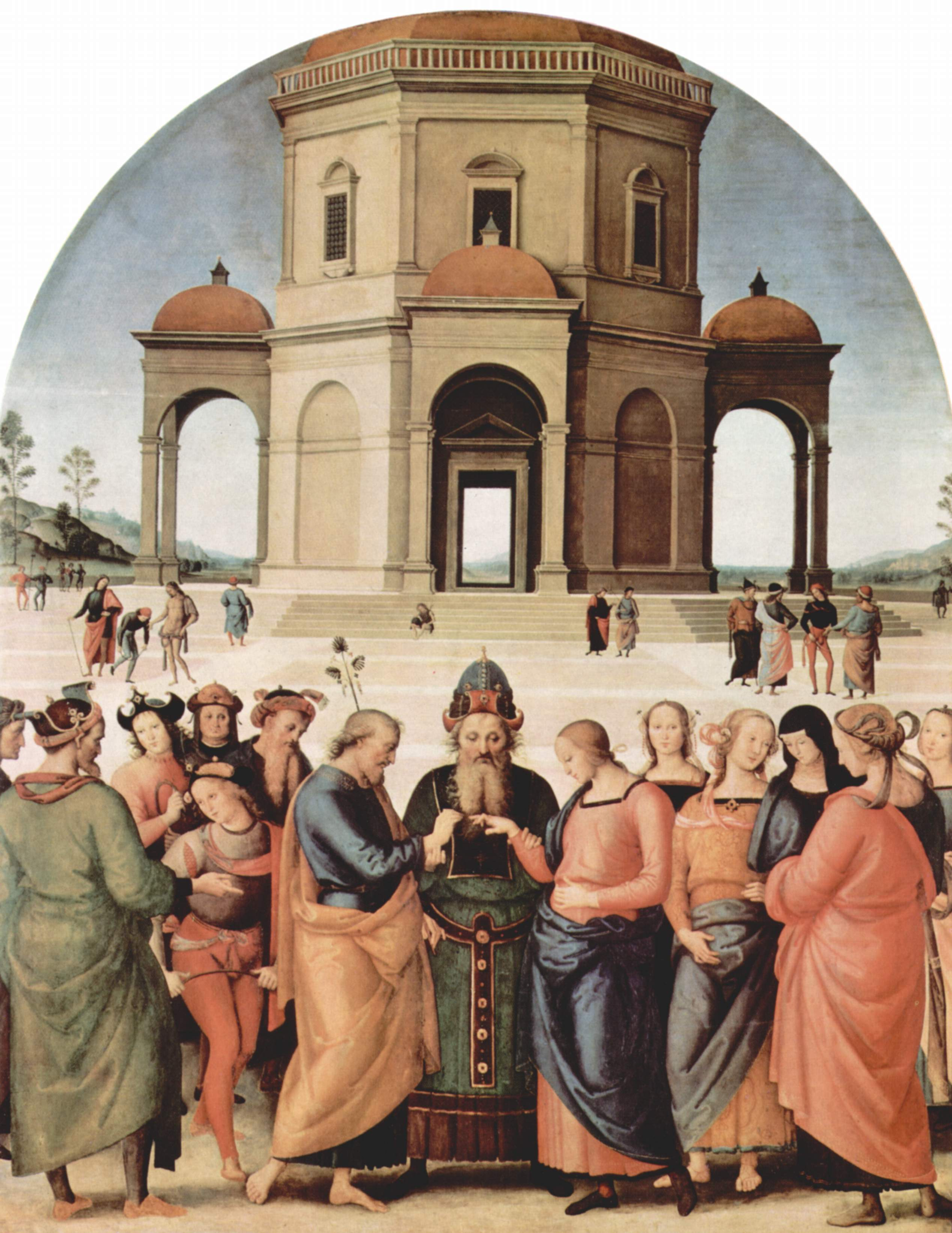
Пьетро Перуджино. Обручение Марии. Ок. 1503. Дерево, масло. Музей изобразительных искусств, Кан, Франция

Существенный символический аспект получает в картине мотив сквозного прохода через храм, сквозь который виднеются расстилающиеся за площадью нетронутые природные ландшафты. С одной стороны, свет, проходящий сквозь тело храма — символ Божьего благословения брака Марии и Иосифа, с другой — храм получается расположенным на самой границе между миром человеческим (обозначенным заполненной людьми площадью) и миром нетронутой природы, и само соединение этих двух планов — символ соединения двух природ во Христе, божественной и человеческой.
При том, что Рафаэль полностью повторяет иконографическую программу Перуджино, в художественном отношении его картина — значительный шаг вперёд. Его фигуры уже лишены архаической скованности, в них меньше статики — даже при том, что он использует все ту же идеально симметричную композицию, математическую выверенность которой только подчеркивает Идеальный Храм на заднем плане.
Новаторство языка его архитектуры — с легкой аркадой ионического ордера, идеальным полусферическим куполом — заставило предположить некоторых исследователей влияние на Рафаэля Браманте, уже построившего к 1502 году свой знаменитый Темпьетто. Однако до своего переезда во Флоренцию Рафаэль скорее всего не мог видеть этой постройки, к тому же изображённый на его картине храм отличается весьма неконструктивным духом, что особенно проявилось в странных завитках волют, обеспечивающих переход от венца колонн к барабану купола, сложная спиралевидная форма которых не слишком подходит для исполнения из камня. Его храм — в первую очередь символ, и только затем — манифест новых архитектурных идей.
Ференц Лист под впечатлением от этой картины написал фортепианную пьесу «Обручение», вошедшую во второй выпуск («второй год») сборника «Годы странствий».